# Every Man for Himself (Lost)
Every Man for Himself este un episod al serialului de televiziune Lost, sezonul 3.